# Robert Cotton
Sir Robert Bruce Cotton, (22 de enero de 1570/71 – 6 de mayo de 1631) primer baronet de Conington Hall, en la parroquia de Conington en Huntingdonshire, Inglaterra, fue miembro del Parlamento y un anticuario que fundó la Biblioteca Cotton.

## Inicios
Sir Robert Cotton nació el 22 de enero de 1571 en Denton, Huntingdonshire, siendo el hijo y heredero de Thomas Cotton (1544–1592) de Conington (hijo de Thomas Cotton de Conington, sheriff de Cambridgeshire y Huntingdonshire en 1547) con su primera esposa, Elizabeth Shirley, hija de Francis Shirley de Staunton Harold, Leicestershire.
La familia Cotton se originó en la mansión de Cotton, Cheshire, de donde tomaron su apellido. Para el siglo XVI, eran prominentes en Shropshire, con centros de poder en Alkington y Norton in Hales, donde un miembro de la familia, Rowland Cotton, otorgó uno de los primeros encargos arquitectónicos a Inigo Jones. La familia estaba cercana al polímata y anticuario Sir Rowland Hill, editor de la Biblia de Ginebra.

## Educación
Cotton fue educado en la King's School, Peterborough y en la Westminster School, donde fue alumno del anticuario William Camden, bajo cuya influencia comenzó a estudiar temas de antigüedades. A los diecisiete años, empezó a coleccionar manuscritos raros y a recopilar notas sobre la historia de Huntingdonshire. Continuó sus estudios en el Jesus College de Cambridge, donde obtuvo su título de BA en 1585, y en 1589 ingresó al Middle Temple para estudiar derecho. Comenzó a acumular una biblioteca cuyos documentos rivalizaron, y luego superaron, las colecciones manuscritas reales.

## Carrera
Cotton fue elegido miembro del Parlamento por Newtown, Isla de Wight, en 1601 y como Knight of the Shire por Huntingdonshire en 1604. Ayudó a idear la institución del título de baronet como un medio para que el rey Jacobo I recaudara fondos: al igual que un título nobiliario, el título de baronet era hereditario, pero, como el de caballero, no otorgaba un asiento en la Cámara de los Lores.
Una de sus escasas monografías, Twenty-Four Arguments, proponía el fortalecimiento de los poderes reales para suprimir los elementos católicos en Inglaterra, tras la Ley de Papismo de 1627. Su manifiesto anticatolicismo le otorgó un breve periodo de favor con el rey.
A pesar de este periodo inicial de buena relación con Jacobo I, su enfoque hacia la vida pública, basado en su inmersión en el estudio de documentos antiguos, se centraba en la "obligación sagrada del rey de confiar en los parlamentos", lo cual expresó en 1628 en su monografía The Dangers wherein the Kingdom now Standeth, and the Remedye.
Desde la perspectiva del partido de la Corte, esto se percibía como antimonárquico, y los ministros del rey empezaron a temer el uso que se estaba haciendo de la biblioteca de Cotton para apoyar argumentos pro-parlamentarios. Así, su biblioteca fue confiscada en 1630 y devuelta a sus herederos solo después de su muerte.

## Sociedad de Anticuarios
Cotton se reunió con su antiguo maestro William Camden a finales de la década de 1580 como uno de los primeros miembros de la Sociedad de Anticuarios. Camden fue uno de los mayores anticuarios tempranos, cuya obra de 1586, Britannia, fue un estudio corográfico (topográfico e histórico) de Gran Bretaña.
Cotton ejerció poca influencia en la sociedad hasta después de la muerte de su padre en 1592. En 1593, residió en la sede familiar en el Castillo de Conington, que reconstruyó. Regresó a Londres en 1598, reavivó la Sociedad y presentó una solicitud para una academia permanente de estudios anticuarios, sugiriendo que la colección de manuscritos de Cotton se combinara con la biblioteca de la Reina para formar una biblioteca nacional. El plan no recibió la aprobación real.
En el verano de 1600, las discusiones de la Sociedad se centraron en las costumbres de entierro antiguas, probablemente como resultado de una visita reciente de Camden y Cotton al Muro de Adriano, durante la cual recolectaron monedas romanas, monumentos y fósiles. Este viaje parece haber despertado el interés de Cotton en los artefactos romanos. Los anticuarios Reginald Bainbridge y Lord William Howard le ofrecieron a Cotton piedras romanas, mientras que el anticuario de Essex, John Barkham, organizó el envío de reliquias romanas.
Los estudios anticuarios de Cotton influyeron en muchas personas de su tiempo, y otros anticuarios a menudo buscaban sus ideas. A continuación se muestra una carta escrita por su colega anticuario Roger Dodsworth a Cotton:

Estimado Señor:

Con mi debido reconocimiento de sus múltiples favores, pensé que sería adecuado informarle que, desde que lo vi, he utilizado los medios que mi salud me ha permitido para investigar sobre las cosas que usted deseaba. He estado en Catterick, donde me informaron de dos monumentos romanos que fueron encontrados en 1620 y que ahora están en posesión de mi señor de Arundel. He encontrado una pieza de una columna redonda en Ribchester, que tiene casi media yarda de grosor y media vara de altura, con letras en un lado, tal como he dibujado en este papel adjunto. Allí también vi una pequeña tabla de piedra, de no más de media yarda cuadrada, con las figuras de tres hombres armados talladas, pero sin ninguna inscripción. Asimismo, vi dos piedras más de la naturaleza de la pizarra, o losas gruesas, de alrededor de una yarda cuadrada, con trabajos antiguos grabados, pero sin letras. Me alegraría mucho que mis máximos esfuerzos pudieran servir para recompensar los muchos favores que me ha hecho. Le pido que me informe qué desea que haga al respecto, y no fallaré en hacer todo lo posible para llevarlo a cabo...
Suyo fielmente,
Roger Dodsworth
Hutton Grange, 16 de febrero de 1622.

La última reunión registrada de la Sociedad de Anticuarios fue en 1607. Sin embargo, Cotton continuó coleccionando.

## Biblioteca Cotton
La Biblioteca Cotton fue la colección privada de manuscritos más rica jamás reunida. Entre las bibliotecas seculares, superó la Biblioteca Real, las colecciones de las Inns of Court y la del College of Arms. La colección de Cotton incluía varios textos raros y antiguos, como el códice original manuscrito de Beowulf, escrito alrededor del año 1000; los Evangelios de Lindisfarne, escritos en el siglo VII o VIII; y el Códice Alejandrino, un manuscrito del siglo V de la Biblia griega. La casa de Cotton, cerca del Palacio de Westminster, se convirtió en el lugar de encuentro de la Sociedad de Anticuarios de Londres y de todos los eminentes eruditos de Inglaterra. La biblioteca fue finalmente donada a la nación por el nieto de Cotton y ahora se encuentra en la Biblioteca Británica.
El arreglo físico de la biblioteca de Cotton continúa reflejándose en las citas de los manuscritos que antes estaban en su posesión. Su biblioteca estaba ubicada en una habitación de 26 pies (7,9 m) de largo por 6 pies de ancho, llena de estanterías, cada una coronada por el busto de una figura de la antigüedad clásica. En sentido contrario a las agujas del reloj, estos estaban catalogados como Julio, Augusto, Cleopatra, Faustina, Tiberio, Calígula, Claudio, Nerón, Galba, Otón, Vitelio, Vespasiano, Tito y Domiciano. Esta última catalogación, Domiciano solo tenía una estantería, probablemente por estar sobre la puerta. Los manuscritos se designan hoy en día por biblioteca, estantería y número: por ejemplo, el manuscrito de Beowulf está designado como Cotton Vitellius A.xv, y el manuscrito de Pearl es Cotton Nero A.x.

### Manuscritos destacables

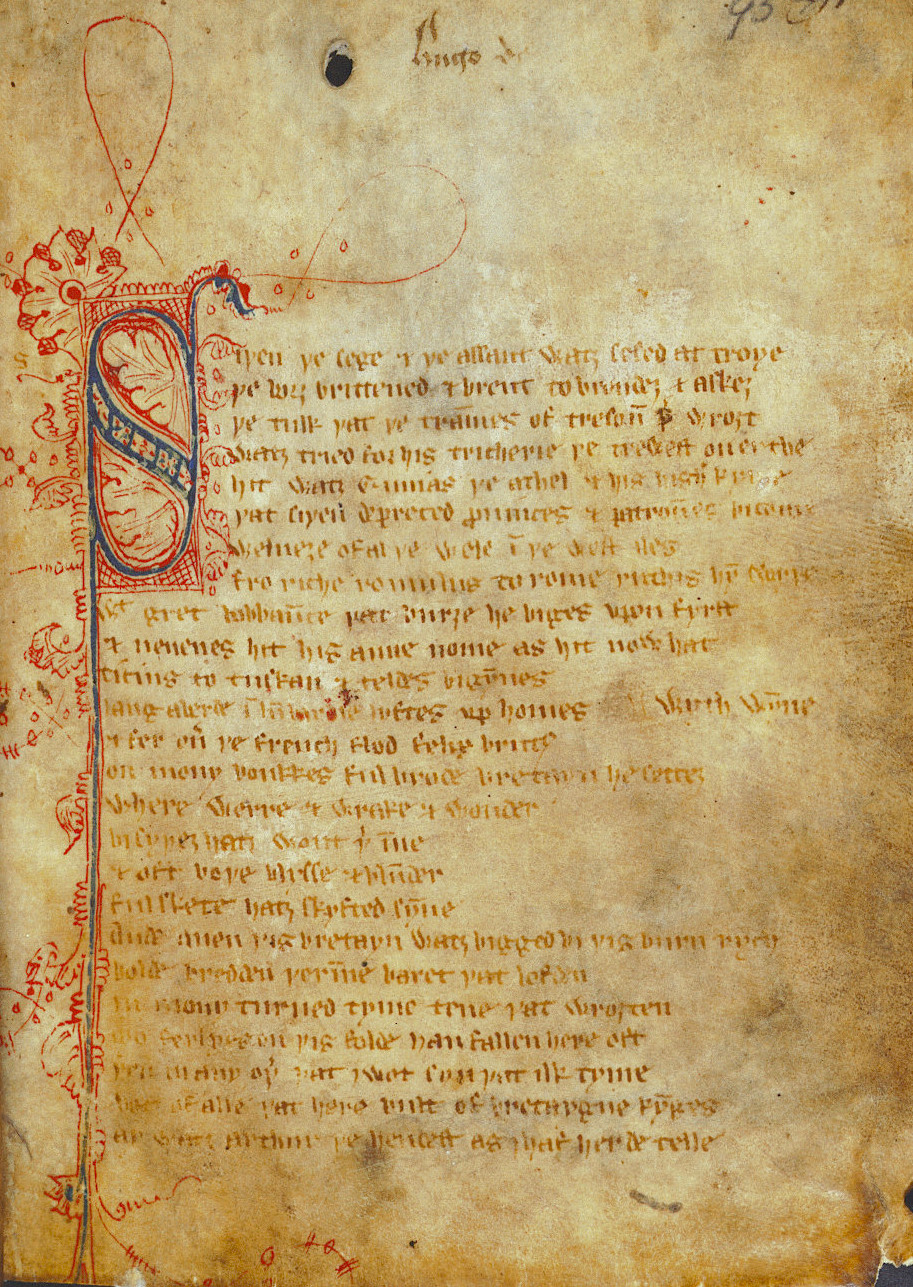
Cotton Nero A.x

- Cotton Julius A.x - Martirologio en inglés antiguo
- Cotton Augustus II.106 - Carta Magna: Ejemplar de 1215
- Cotton Cleopatra A.ii - Vida de Santa Modwenna
- Cotton Faustina A.x - Glosas adicionales al glosario en la gramática de Ælfric
- Cotton Tiberius B.v - Labores de los meses
- Cotton Caligula A.ii - "A Pistil of Susan" (fragmento)
- Cotton Claudius B.iv - Génesis Cotton
- Cotton Nero A.x - Pearl, Sir Gawain y el Caballero Verde
- Cotton Nero D.iv - Evangelios de Lindisfarne
- Cotton Galba A.xviii - Salterio de Athelstan
- Cotton Otho C.i - De creatore et creatura de Ælfric
- Cotton Vitellius A.xv - Beowulf, Judith
- Cotton Vespasian D.xiv - De duodecim abusivis de Ælfric
- Cotton Titus D.xxvi - Libro de oración de Ælfwine
- Cotton Domitian A.viii - Crónica anglosajona (versión E)[14]

## El rol de la familia en la Biblioteca Cotton
Sir Robert Cotton comenzó a desarrollar su colección de obras y manuscritos poco después del nacimiento de su hijo, Sir Thomas Cotton, en 1594. Durante el período de 1609 a 1614, la muerte de varias personas (incluyendo a Lord Lumley, el Conde de Salisbury, el Príncipe Enrique, William Dethick y Northampton) contribuyó a que Sir Robert Cotton adquiriera obras para su biblioteca.

Se entiende que Sir Robert Cotton tuvo residencias en Chester y Londres. En Chester:
A principios del siglo XVII, este priorato, o lo que quedaba de él, fue ocupado como una vivienda por Sir Robert Cotton, el anticuariado... allí, según la tradición, había sido visitado por Ben Jonson.
y también en Londres; su esposa e hijo permanecieron en el campo.
Durante la ausencia de su padre, Thomas Cotton estudió y finalmente recibió su BA el 24 de octubre de 1616 en Broadgates Hall, Oxford, el mismo año en que Sir Robert Cotton regresó con su esposa Elizabeth y su familia (como resultado de un contratiempo legal relacionado con la muerte del conde de Somerset). En ese momento, Sir Thomas Cotton había asumido las responsabilidades del hogar y de la biblioteca.

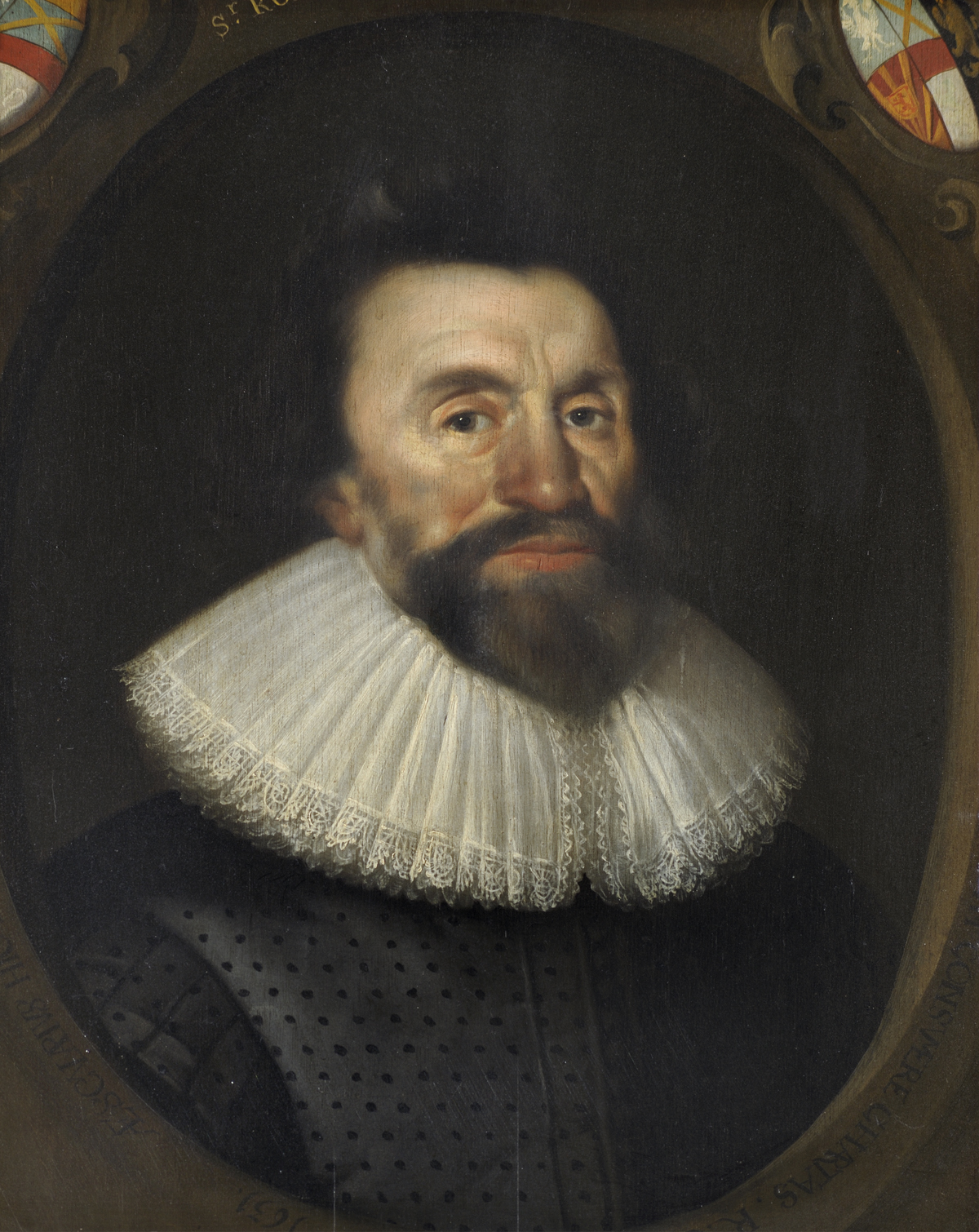
Robert Cotton en 1629, año en que Carlos I lo obligó a cerrar la biblioteca Cotton porque se creía que el contenido de la biblioteca era perjudicial para los intereses de los realistas.

En 1620, Thomas Cotton se casó con Margaret Howard, con quien tuvo su primer hijo, Sir John Cotton, solo un año después, en 1621. El matrimonio de Sir Thomas Cotton con Margaret Howard terminó en 1622, que fue el año en que el padre de Thomas Cotton, Sir Robert Cotton, se mudó permanentemente a Cotton House, Westminster, junto con la biblioteca, que permaneció en Cotton House hasta la muerte de Sir Robert Cotton en 1631. La reubicación de la biblioteca y la residencia en Cotton House brindó a los miembros del Parlamento y a los trabajadores gubernamentales un mejor acceso al contenido de la biblioteca para ser utilizado como recurso en su trabajo.
La biblioteca de Cotton ofreció fuentes de referencia y conocimiento importantes y valiosas para muchas personas, como John Selden, "un frecuente prestatario de la biblioteca y probablemente su protector durante las guerras civiles", según lo indicado en el Oxford Dictionary of National Biography. Selden, en 1623, dijo de Cotton: “su amabilidad y disposición para hacerlas [su colección de libros y manuscritos] disponibles para estudiantes de buena literatura y asuntos de estado". En consonancia con la noción de que John Selden era una presencia común en la biblioteca de Cotton, la Biblioteca Británica posee una lista de trece obras y las ubicaciones de esos volúmenes hoy en día, que habían sido prestados a Selden por Sir Robert Cotton.
Después de otro contratiempo con el gobierno, Sir Robert Cotton se vio obligado a cerrar la biblioteca por orden de Carlos I, ya que se creía que el contenido de la biblioteca era perjudicial para los intereses de los realistas en 1629. En septiembre de 1630, Sir Robert Cotton y Sir Thomas Cotton, juntos, pidieron el acceso renovado a su biblioteca. Un año después, en 1631, Sir Robert Cotton murió sin saber qué depararía el futuro para su biblioteca, pero escribió en su testamento que la biblioteca fuera dejada a su hijo Thomas Cotton y que se transmitiera en consecuencia. Tras la muerte de su padre, Sir Thomas Cotton se casó con su segunda esposa, Alice Constable, en 1640, con quien tuvo a su hijo Robert Cotton en 1644. El "acceso de propiedad de Sir Thomas Cotton a la biblioteca Cotton era más limitado que bajo su padre", según el Oxford Dictionary of National Biography, y Thomas Cotton mantuvo su capacidad para "proteger", "mejorar" y "maximizar las ganancias" obtenidas durante la guerra civil, como lo había hecho anteriormente en su vida debido a la ausencia de su padre. A la muerte de Sir Robert Cotton el 13 de mayo de 1662, Sir Thomas Cotton obedeció la voluntad de su padre y transmitió la biblioteca a su hijo mayor de su primer matrimonio, Sir John Cotton.
El 12 de septiembre de 1702, murió Sir John Cotton. Antes de su muerte, Sir John Cotton había organizado la compra de la biblioteca Cotton para la nación de Inglaterra a través de actos del Parlamento. Si la biblioteca no se hubiera vendido a la nación, a pesar del deseo de su abuelo Sir Robert Cotton, la biblioteca habría sido asumida e heredada por los dos nietos de John Cotton, quienes, a diferencia del resto de la familia Cotton, educados en colegios, eran analfabetos y ponían en riesgo la integridad de la biblioteca, que podría haber sido desmembrada y vendida a diferentes partes dentro de la familia.